# Culicoides haematopotus
Culicoides haematopotus is een muggensoort uit de familie van de knutten (Ceratopogonidae). De wetenschappelijke naam van de soort is voor het eerst geldig gepubliceerd in 1915 door John Russell Malloch.